# Hori Kenta
Kenta Hori (sinh ngày 9 tháng 4 năm 1999) là một cầu thủ bóng đá người Nhật Bản.

## Sự nghiệp câu lạc bộ
Kenta Hori đã từng chơi cho Yokohama F. Marinos.